# Björnarna
För andra betydelser, se Björnarna (olika betydelser).
Björnarna är en ö i Finland.   Den ligger i den ekonomiska regionen  Sydösterbotten och landskapet Österbotten, i den sydvästra delen av landet, 300 km nordväst om huvudstaden Helsingfors.